# Eurytoma pedicellata
Eurytoma pedicellata är en stekelart som beskrevs av Yang 1996. Eurytoma pedicellata ingår i släktet Eurytoma och familjen kragglanssteklar. Inga underarter finns listade i Catalogue of Life.